# Mebera
Mebera est un village situé dans la Vallée-du-Ntem (région du Sud) au Cameroun. Il fait partie de la commune de Ma'an.

## Population
Lors du recensement de 2005, il comptait 110 habitants.